# Mordacia lapicida
Mordacia lapicida је вијун из реда Petromyzontiformes и фамилије Petromyzontidae. 

## Угроженост
Подаци о распрострањености ове врсте су недовољни.

## Распрострањење
Чиле је једино познато природно станиште врсте.

## Станиште
Станиште врсте су слатководна подручја.